# Elgin (ancienne circonscription fédérale)
Pour les articles homonymes, voir Elgin.
Elgin (aussi connue sous le nom de Elgin—Norfolk) fut une circonscription électorale fédérale de l'Ontario, représentée de 1935 à 1997.
La circonscription d'Elgin a été créée en 1933 avec des parties d'Elgin-Ouest et de Norfolk—Elgin. Elle fut renommée Elgin—Norfolk en 1990. Abolie en 1996, elle fut redistribuée parmi Elgin—Middlesex—London et Haldimand—Norfolk—Brant.

## Géographie
En 1933, la circonscription d'Elgin comprenait:
- Le comté d'Elgin, incluant la cité de St. Thomas

En 1966, la ville de Belmont dans le comté de Middlesex fut rajoutée à la circonscription.

## Députés
1. 1935-1945 — Wilson Henry Mills, PLC
2. 1945-1954 — Charles Delmer Coyle, PC
3. 1954-1965 — James Alexander McBain, PC
4. 1965-1972 — Harold E. Stafford, PLC
5. 1972-1988 — John Wise, PC
6. 1988-1993 — Ken Monteith, PC
7. 1993-1997 — Gar Knutson, PLC

- PC = Parti progressiste-conservateur
- PLC = Parti libéral du Canada